# Киркланд (Илиноис)
Киркланд (енгл. Kirkland) град је у америчкој савезној држави Илиноис.

## Демографија
По попису из 2010. године број становника је 1.744, што је 578 (49,6%) становника више него 2000. године.
| Група             | 2000.         | 2010.         |
| Белци             | 1.131 (97,0%) | 1.575 (90,3%) |
| Афроамериканци    | 4 (0,3%)      | 9 (0,5%)      |
| Азијати           | 0 (0,0%)      | 12 (0,7%)     |
| Хиспаноамериканци | 23 (2,0%)     | 135 (7,7%)    |
| Укупно            | 1.166         | 1.744         |